# Włodzimierz Greblicki
Włodzimierz Greblicki (ur. 1943 r.) – polski inżynier elektronik. Absolwent Politechniki Wrocławskiej. Od 1993 r. profesor na Wydziale Elektroniki Politechniki Wrocławskiej.